# Видам
Видам (на френски: Vidame, в ж.р. – видамеса) е титла във феодална Франция и Германия на светско длъжностно лице, наместник или помощник на епископа, отговорно за управлението на имуществото на църквата, в областта на гражданските отношения. В йерархията на аристократичните титли се равнява на виконт.
Първоначално видамите заемат длъжността епископски икономи и управители на имения, избирани от епископа и одобрявани от граф, но постепенно придобиват самостоятелност и впоследствие, запазвайки първоначалната титла се превръщат в самостоятелни светски собственици на съответните имоти и имения, на които по-рано са били само управители.
Известни видамства във Франция са:
- Амиен – титлата видам на Амиен е свързана с рода Пикини.
- Бове – титлата видам на Бове е свързана с рода Жерберуа.
- Лаон (Лан) – титлата видам на Лаон е свързана с френските фамилии – Руа, Ла Рошфуко, Бетюн и Гонто.
- Льо Ман – титлата видам на Ман е свързана с рода Анжен де Рамбуйле.
- Шартър – титлата видам на Шартър е свързана с фамилията ла Ферте-Арно (също известно и като ла Ферте-Видам).

В Германия видамства са Майнц, Ашафенбург, Айхсфелд и Ерфурт.